# Длинная ладонная мышца
Длинная ладонная мышца (лат. Musculus palmaris longus) имеет короткое веретенообразное брюшко и очень длинное сухожилие. Лежит непосредственно под кожей, внутри от лучевого сгибателя запястья. Начинается от плечевой кости, межмышечной перегородки и фасции предплечья, подойдя к кисти, переходит в широкий ладонный апоневроз. Относится к рудиментам человеческого тела. Ранее служила для лазания по деревьям у обезьян. Общеизвестным фактом является то, что приблизительно у 15 % людей отсутствует сухожилие данной мышцы. 

## Тесты на выявление длинной ладонной мышцы
Для этой цели используют несколько методов.
Метод Томсона: исследуемого просят сжать 2-й — 5-й пальцы в кулак, затем слегка согнуть кисть, противопоставить и накрыть большим пальцем другие пальцы.
Метод Мишры: пациенту переразгибают пальцы в пястно-фаланговых суставах (вследствие чего кисть несколько разгибается), а затем обследуемого просят согнуть кисть.
Метод Шаффера (наиболее часто встречается на просторах интернета): пациента просят противопоставить большой палец мизинцу и слегка согнуть кисть.
Во всех случаях визуальное обнаружение сухожилия в нижней трети предплечья свидетельствует о его наличии. Несмотря на распространённость метода Шаффера, наиболее объективным и наглядным является метод Томсона.

## Функция
Натягивает ладонный апоневроз и сгибает кисть.